# Патрича Донат Костянтинович
Патрича Донат Костянтинович (24 листопада 1934, Малоянісоль — 6 грудня 2004) — український поет, композитор, перекладач з грецької мови, заслужений працівник культури України, член Національної спілки письменників України (1994), почесний громадянин Володарського району та села Малоянісоль, перший директор Володарської музичної школи. Автор «Гімну греків в Україні». Головний редактор газети «Камбана» Донецького товариства греків.

## Біографія
Народився у селі Малоянісоль Володарського району Донецької області. 1952 року закінчив середню школу, 1956 року — історичний факультет Сталінського педагогічного інституту, а 1966 року — заочно диригентсько-хормейстерське відділення Донецького державного музичного училища. У період 1956–1968 років працював завучем Малоянісольської середньої школи, одночасно керував шкільним хором. 1958 року був призначений директором щойно відкритої Володарської дитячої музичної школи.
1978 року Д. К. Патрича був переведений на посаду директора Донецького обласного науково-методичного центру народної творчості і культурно-освітньої роботи. В подальшому за його особистої ініціативи було проведено низку фестивалів міжнаціональної творчості, серед яких: «Хоровод дружбы», «К своим истокам»; української культури: «Калинова вода», «Сіверський Донець», «Времівські усмішки», «Чарівні вервечки»; Всеукраїнський, а у майбутньому міднародний — фестиваль гречької культури «Мега-Юрти» (1988). Також за сприяння Д. К. Патричі було створено Донецьке обласне об'єднання самодіяльних художників і народних майстрів. 1989 року Патрича став делегатом Установчої конференції з утворення Всесоюзного товариства радянських греків, керівник делегації приазовських греків на Всесоюзному фестивалі культури і мистецтва греків СРСР.
З листопада 1998 року Д. К. Патрича працював головою обласного фонду культури профспілок і одночасно головним редактором газети «Камбана» («Дзвін») Донецького товариства греків (з 2003 року).
У видавництві «Донбас» вийшли його книги трьома мовами (російською, українською та грецькою): «Наша доля» (1992 р.) — роздуми про долю греків Приазов'я (рос. мовою); «Азмоніта стиреїс» («Незабутні місця», 1992 р.) про життя і звичаї приазовських греків (грецькою і рос. мовами); переклади на грецьку мову «Кобзаря», поем «Марина», «Сова», «Давидові псалми» та інших творів Т. Шевченка (1993 р.), «Ена шіляд'а маргарітаріа» («Тисяча перлин», 1993 р.) — тисячі прислів'їв та приказок приазовських греків, (грецькою і російською мовами у співавторстві з Леонтієм Кір'яковим), «Ан іревс хаханіист, ан іревс Клапс» («Хоч смійся, хоч плач», 1994 р.) — гумористичні вірші й оповідання на основі фольклору приазовських греків (грецькою і українською мовами), «Земляки» (1998 р.) — книга нарисів і віршів про найкращих представників приазовських греків (грецькою і російською мовами).
Д. К. Патрич також упорядкував кілька посмертних збірок віршів приазовських поетів «О міхіо» («Заповітне», 1994 р.) Г. К. Патричі «Зісі, Бугас!» («Живи, Бугас!», 1997 р.) В. І. Бахтаріса, збірки віршів Георгія, Леоніда та Доната Патричі «Д'іком ту астру» (1997 р.), а також колективної збірки грецьких літераторів Донбасу «Моя Еллада — Україна» (1998 р.).

## Нагороди та вшанування пам'яті
Д. К. Патрича нагороджений Почесним Знаком Федерації грецьких товариств України за видатні заслуги перед грецьким народом України у відродженні та розвитку еллінізму.
У вересні 2005 року Міжнародному фестивалю грецької культури «Мега-Юрти» присвоєно ім'я Доната Патричі. У листопаді 2005 року Володарській музичній школі присвоєно ім'я її першого директора, там же встановлено меморіальну дошку. В жовтні 2007 року Володарська райрада і райдержадміністрація заснували стипендію імені Доната Патричі для найкращих учнів Володарської музичної школи.
У селі Малоянісоль посмертно відкрито пам'ятник Д. К. Патричі, автором проекту була Лариса Джарти, автор двох прижиттєвих портретів Доната Костянтиновича.